# قرمه‌سبزی
قرمه‌سبزی، سبزی خورشت یا خورشت سبزی از خورشت های ایرانی است که معمولاً با چلو خورده می‌شود. این غذا یکی از غذاهای بسیار محبوب در میان ایرانیان است.

## واژه شناسی
قرمه به تعبیر لغت‌نامه دهخدا کلمه‌ای با ریشهٔ ترکی و نوعی خورشت مرکب از گوشت خرد شده، سبزی و لوبیا و غیره است. قرمه‌سبزی در سراسر ایران گسترش یافته و با توجّه به ذائقهٔ مردم هر منطقه، تفاوت‌هایی در پخت آن وجود دارد.

## تاریخچه
به نظر این خوراک قدمت زیادی داشته باشد چنانکه گواه این موضوع در دستور غذا‌های نادر میرزا، نوه فتحعلی شاه قاجار که با همراهی همسرش تهیه شده بود، آمده است. در دستور غذای قرمه سبزی این شاهزاده قاجاری آمده که این خورش یادگار دوران پیشدادیان و کیانیان است و سپس دستور پخت آن را آورده است:
«این خورش را خانه خدای سرود که یادگار پیشدادیان و کیان است. نخست که خورش‌ها کرده‌اند، این خوردنی بوده است. مگر آن که قورمه زبان ترکان است به فرهنگ، سرخ کرده و به پارسی خورش سبزی است و اکنون به همه جای قورمه سبزی گویند. بانو گوید: این خورش را خوالیگر من چنان پزد که به جهان بامزه‌تر از آن نباشد و این گونه‌ها است. نخست بباید دانست که این گونه خورش نیز به اردیبهشت و فروردین بدان گونه که تو را گویند: نیک باشد و آن چنان پزند که گوشت فربه به روغن تابند و سبزی در آن ریزند. لوبیای خشک که به پارسی ژاژومک نامند و به تازی لباوا کنون گویند. به زبان مردمان مملکت عثمانی تازه آن را فصولیه گویند. به اندازه در آن ریزند و آب غوره چاشنی دهند. چون به روغن افتد برگیرند.» کدبانو گفت «اگر لوبیای تازه به دست آید، پس نیکوست که هنوز لوبیا سخت نگشته و به پوست اندر باشد. هر بسته آن سه پارچه برند و بدان افکنند تا پخته گردد. مگر آن که این گونه لوبیا با سبزی‌ها ریزند که تافته گردد.»
نکته جالب در متن نادر میرزا استفاده از کلمه «ژاژومک» به جای لوبیا است. 

## روش پخت
برای جا افتادن خورش قرمه‌سبزی زمان بسیاری نیاز است. این خورش با سبزی قرمه سبزی که شامل تره، جعفری، شنبلیله و گشنیز، اسفناج یا برگ چغندر است و لوبیا که بسته به ذائقه می تواند چشم بلبلی، لوبیا قرمز یا لوبیا چیتی باشد و گوشت قرمز پخته می‌شود. مزهٔ ترش قرمه‌سبزی از لیمو امانی است که پیش از افزودن به خورش، با قرار دادن در آب جوش، تلخی آن را می‌گیرند.

## بزرگداشت

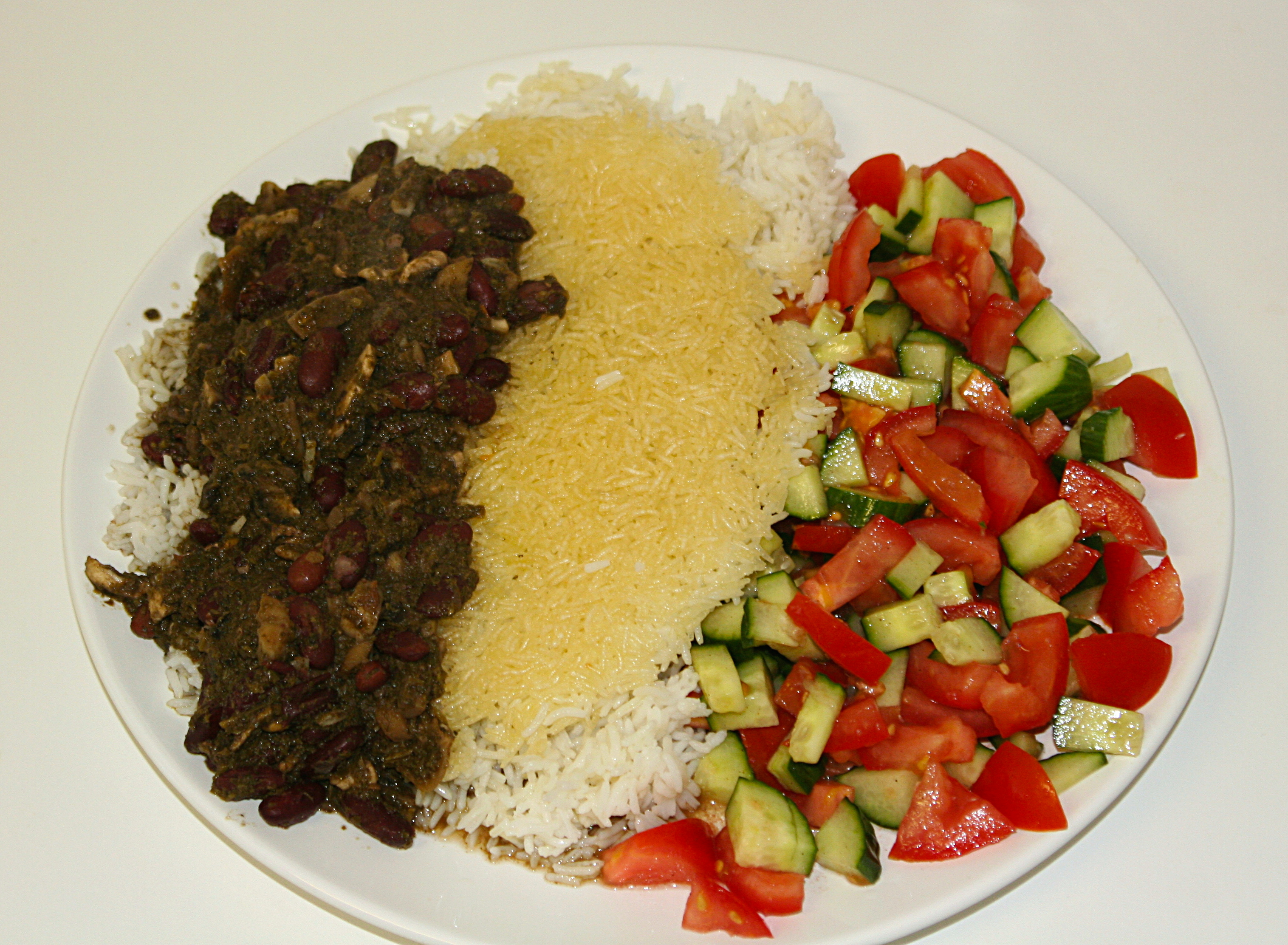
قورمه سبزی خانگی با چلو و سالاد شیرازی سرو می‌شود

روز بزرگداشت قرمه سبزی برابر با اولین شنبه ی ماه آذر است. در این روز ایرانیان، این غذای ۵ هزار ساله را در صفحات مجازی به اشتراک می گذارند و غذای مخصوص رستوران ها می شود.
قرمه‌سبزی نخستین غذای ایرانی است که توسط  یاسمین مقبلی در فضا پخته شد.

## اهمیت فرهنگی
قرمه‌سبزی، یکی از خورش های محبوب و سنتی ایران، در مجامع بین‌المللی نیز مورد توجه قرار گرفته است. به‌عنوان مثال، وب‌سایت TasteAtlas، که به معرفی و رتبه‌بندی غذاهای محلی جهان می‌پردازد، در سال ۲۰۲۲ میلادی قرمه‌سبزی را در رتبه هشتم از ده غذای برتر جهان قرار داده است.
دیاسپورای ایرانی به‌طور سنتی دو روز پس از  روز شکرگزاری، با پخت قرمه سبزی، این غذای سنتی را گرامی می دارند.

## ضرب المثل قرمه سبزی
این غذا یک ضرب‌المثل هم دارد که همان است که می‌گویند: فلانی کله‌اش بوی قورمه‌سبزی می‌دهد. یکی از دلایلی که برای رواج این ضرب‌المثل ذکر می‌شود این است که چون در گذشته این غذا را برای مجالس ترحیم و خیرات اموات نیز می‌پختند وقتی کسی کارهای خطرناک می‌کرد یا علیه قدرتمندان حرف‌های ناخوشایند و تند و تیز می‌زد درباره‌اش می‌گفتند کله‌اش بوی قورمه‌سبزی می‌دهد.